# Insurgencia en el nordeste de India
La insurgencia en el noreste de India incluye varios grupos armados y varios conflictos independientes, la región nordeste de la India se conecta con el resto del país por medio del Corredor de Siliguri. Gran parte de los pobladores de esta región son lingüística y étnicamente diferentes al resto de la población india. En ella operan varios grupos armados, algunos clamando por la secesión de los territorios que reclaman y otros por mayor autonomía territorial. 
La región está dividida en siete estados: Assam, Megalaya, Tripura, Arunachal Pradesh, Mizoram, Manipur y Nagaland. Existen tensiones entre los gobiernos de dichos estados y el central indio, así como entre esos gobiernos con las tribus locales y entre estas tribus con los migrantes provenientes de otras regiones del país.
Los estados han acusado a Nueva Delhi de ignorar los temas que les conciernen. Un sentimiento de ciudadanía de segunda clase infligido a ellos por los indios del continente ha llevado a los nativos de estos países a buscar una mayor participación en el autogobierno. Hay disputas territoriales existentes entre Manipur con Nagaland, Nagaland con Assam, Megalaya con Assam y Mizoram con Assam, a menudo sobre la base de los conflictos fronterizos históricos y diferentes afinidades étnicas, tribales o culturales. Ha habido una serie de actividades de los insurgentes y los movimientos regionales en todas las partes del noreste, a menudo un operando únicamente en un solo estado. La acción militar de las fuerzas armadas y los paramilitares y la acción política han llevado a la intensificación de las acciones insurgentes e intentos de resolución en Mizoram.
Las tensiones en la región han disminuido de los últimos tiempos, con un esfuerzo gobiernos de India y de los estados "concertadas para elevar el nivel de vida de los habitantes de estas regiones". Sin embargo, la militancia aún existe en la región. En la actualidad la actividad insurgente está presente en Assam, Manipur, Nagaland y Tripura.

## Assam
Assam ha sido el foco de militancia por un número de años debido a sus montañosas fronteras con Bangladés y Bután. Las principales causas de la fricción incluyen la agitación contra los extranjeros en la década de 1980 y las tensiones latentes assameses y bodos. El estado de insurgencia en Assam se clasifica como muy activa.

## Manipur
La larga tradición de independencia de Manipur se remonta a la fundación del Estado de Kangleipak en 1110. El Reino de Manipur fue conquistado por Gran Bretaña después de la breve Guerra Anglo-Manipuri de 1891, convirtiéndose en un protectorado británico.
Manipur se convirtió en parte de la Unión India el 15 de octubre de 1949. La incorporación de Manipur al estado indio pronto condujo a la formación de varias organizaciones insurgentes, que buscaban la creación de un estado independiente dentro de las fronteras de Manipur y descartaron la fusión con India como involuntario.
A pesar de que Manipur se convirtió en un estado separado de la Unión India el 21 de enero de 1972, la insurgencia continuó. El 8 de septiembre de 1980, Manipur fue declarada zona de disturbios, cuando el gobierno indio impuso la Ley de Fuerzas Armadas (Poderes Especiales) de 1958 en la región; la ley permanece en vigor.
Los grupos insurgentes en Manipur se pueden clasificar en tribus de las colinas y del valle. Mientras que las primeras demandan para preservar su cultura tribal de la influencia externa, estas últimas centran sus demandas en la independencia.

## Nagaland
Nagaland fue creado en 1963 como el 16º estado de la Unión India, antes se trataba de un distrito de Assam. Los grupos insurgentes clasificados como activos, principalmente demandan la independencia. El Consejo Nacional Naga dirigido por Phizo fue el primer grupo de disidentes en 1947 y en 1956 pasó a la clandestinidad.

### Insurgencia del NSCN
El Consejo Nacionalsocialista de Nagaland (NSCN) se formó en 1980 para establecer un Gran Nagaland, que abarca partes de Manipur, Nagaland y las colinas del norte de Cachar (Assam). El NSCN se dividió en 1988 para formar dos grupos, NSCN(IM) y NSCN(K). A partir de 2015, ambos grupos observaron una tregua de alto el fuego con el gobierno indio.
El Consejo Nacional Socialista de Nagaland-Khaplang es la segunda facción con el mismo objetivo de un Gran Nagaland y se formó en 1988.

## Tripura
Los grupos insurgentes en Tripura se aparecieron en el final de la década de 1970, como las tensiones étnicas entre los inmigrantes bengalíes y la población tribal indígena que fueron superados en número por los primeros procedentes de la India continental y de Bangladés, que dio lugar a ser reducidos a una condición de minoría incluso poniendo en peligro los planos económico, social, cultural, que tanto dio lugar a un llamado de alerta para la protección de los derechos tribales y cultures. Actualmente el conflicto se halla muy activo.

## Megalaya
Los problemas en Megalaya surgen de la división entre las tribus y los colonos no indígenas, las cuestiones de identidad y la creciente corrupción, además del temor de las tribus nativas a ser reducidas a una minoría. El estado de la actividad está clasificado como activo.

## Mizoram
Las tensiones de Mizoram se basan entre los asameses y mizos. En 1986 los mizos firmaron la paz mientras que las demandas y guerrillas de los de los asameses, hmars, chakmas, brus, pawis, lasi y reangs siguen activas.

## Fuerzas insurgentes
| Organización      | Fecha (lucha armada)              | Fuerzas |
| ----------------- | --------------------------------- | --- |
| Assam             |                                   | |
| ULFA              | (1979-actual)                     | 500-3.000 (1990) 4.000 (1991) 700-3.000 (1997) 1.000-3.000 (2000) 3.000-4.000 (2002) 2.500 (2003) 4.000 (2009) |
| KLNLF             | (2004-2018)                       | 200 (2004) |
| ANLA o AANLA      | 2006-actual                       | 20-100 (2006)                                                                                                  |
| NDFB              | (1986-2020)                       | 1.500-3.500 (1998) 600-3.500 (2000) 2.000-3.500 (2003) 1.000 (2009)                                            |
| UPDS              | (1999-2014)                       | 150 (2002) |
| KLO               | (1995-actual)                     | 60-300 (1995)                                                                                                  |
| BLT               | (1998-actual)                     | 3.000 (2003)                                                                                                   |
| KNV               | (1997-actual)                     | 50 (1997) |
| RNSF              | (1990s-2000)                      | 120 (2000) |
| KRLO              | (1995-1996)                       | 25 (1995) |
| MULTA             | (1996-actual)                     | 1.500-2.500 (2002)                                                                                             |
| ULFBV             | (2002-actual)                     | 50 (2003) |
| DHD               | 1993-2013                         | |
| TNRF              | 1996-actual                       | |
| BW                | 2003-actual                       | 300 (2008) |
| ACF               | 1996-2012                         | 100 (2001) |
| Nagaland          |                                   | |
| NNC               | (1954-1963; 1969-1975)            | |
| NCSN              | (1980-actual)                     | NCSN-IM: 600-1.500 (1992) 1.500-4.500 (1997) 4.500 (2000) 2.000 (2003) NSCN-K: 1.100 (1988) 2.000 (2000)       |
| NFG               | (Años 1970)                       | |
| KNO/KNA           | 1988-actual                       | 350 (2000) 600 (2005)                                                                                          |
| KRA               | 1999-actual                       | 150-450 (1999) 250 (2000)                                                                                      |
| KNF               | 1988-actual                       | 300 (1997) 110 (2000) 400-500 (2005)                                                                           |
| KLA               | 1992-actual                       | |
| UKLF              | Años 2000                         | 150 (2000) |
| Tripura           |                                   | |
| NLFT              | (1989-2015)                       | 150-500 (1999) 800-1.500 (2000) 1.500 (2003)                                                                   |
| ATTF              | (1990-2015)                       | 1.600 (1993) 150-200 (1998) 500-600 (2003)                                                                     |
| UBLF              | (1999-actual)                     | |
| TLOF              | (1992)                            | 218 (1992) |
| Manipur           |                                   | |
| UNLF              | (1964-1990)                       | 600-800 (2000) 1.500 (2003)                                                                                    |
| PREPAK            | (1977-actual)                     | 200 (1993) 200-500 (2005)                                                                                      |
| PLA               | (1978-actual)                     | 1.000 (1991) 500-600 (2000) 1.500 (2003)                                                                       |
| RPF               | (1978-1995)                       | 1.500 (1990)                                                                                                   |
| KCP               | 1980-actual                       | 100 (2006) |
| KYKL              | 1994-actual                       | |
| PRA               | Años 1990                         | |
| ZRO/ZRA           | ZRO: 1993-actual ZRA: 1997-actual | |
| Megalaya          |                                   | |
| PLF-M             | (1992-1994)                       | |
| ANVC              | (1995-2004)                       | 20 (2004) |
| LAEF              | (2005-actual)                     | |
| HNLC              | (1992-2010)                       | 200 (2003) 300 (2010)                                                                                          |
| Mizoram           |                                   | |
| MNF               | (1961-1986)                       | 10.000 (1966)                                                                                                  |
| HPC               | (1986-1992)                       | |
| HPCD              | (1995-actual)                     | 100-150 (2003)                                                                                                 |
| BNLF              | (1996-actual)                     | 100 (1997) |
| KYKL              | (1994-actual)                     | |
| ZRF               |                                   | |
| Arunachal Pradesh |                                   | |
| ADF               | 1996-actual                       | 60 (1996) |
| Bangladesh        |                                   | |
| Shanti Bahini     | 1972-1997                         | 5.000 (1992)                                                                                                   |
| HuJI-B            | 1992-actual                       | 15.000 (2005)                                                                                                  |
| JMJB              | 1998-actual                       | 10.000 (2004)                                                                                                  |
| JMB               | 1998-actual                       | 10.000 (2005)                                                                                                  |